# Statele Unite la Jocurile Olimpice de vară din 2004

Drapelul Statelor Unite

Statele Unite ale Americii la Jocurile Olimpice din 2004 a fost reprezentată de Comitetul Olimpic al Statelor Unite (abreviat COSU). Lotul a fost compus din 613 atleți, cea mai mare delegație a Statelor Unite ale Americii.